# Канава (Смоленская область)
Канава — упразднённая деревня в Демидовском районе Смоленской области России. Входила в состав Борковского сельского поселения. Исключена из учётных данных в 2009 г. По состоянию на 2007 год постоянного населения не имеет.
Расположена в северо-западной части области в 52 км к северо-востоку от Демидова, в 37 км северо-восточнее автодороги Р133 Смоленск — Невель. В 104 км южнее деревни расположена железнодорожная станция Смоленск на линии Москва — Минск.

## История
В годы Великой Отечественной войны деревня была оккупирована гитлеровскими войсками в июле 1941 года, освобождена в сентябре 1943 года.